# Dorothée de Tyr
Pour les articles homonymes, voir Dorothée.
Dorothée de Tyr est un auteur pseudépigraphique d'un recueil de paroles, de portraits et d'hagiographies d'apôtres, de prophètes et de disciples appelé « Le Synopsis ».
Il est présenté comme natif et prêtre de Tyr avant d'en devenir l'évêque une cinquantaine d'années. Il est contemporain de Cyrille d'Héliopolis, martyrisé la même année, en 362. Ayant déjà connu les persécutions déclenchées par Dioclétien, il fuit celles de Julien en quittant Tyr pour trouver refuge à Odessos en Thrace à plus de cent ans. Malgré tout, il est retrouvé par les autorités romaines et torturé jusqu'à ce que mort s'ensuive.
Il est fêté le 5 juin selon le calendrier grégorien qui coïncide avec le 18 juin du calendrier julien.

## Source
1. ↑  Index Apostolorum Discipulorumque Domini, Pseudo-Dorothei dans T. Schermann Prophetarum Vitae Fabulosae Indices Apostolorum Discipulorumque Domini, Teubner, Leipzig, 1907, p.132-160.